# Amur
Amur (rusko Амур ali reka (kitajsko: 黑龙江; pinjin: Hēilóng Jiāng; reka črnega zmaja, IPA: [xéɪ.lʊ̌ŋ tɕjáŋ]), mongolsko Хара-Мурэн, Hara-Muren ali »Črna reka«, mandžursko Sahaliyan Ula, dobesedno »Črna reka«) je mejna reka med Rusijo in kitajsko in njeno pokrajino Mandžurijo. Je reka v severovzhodni Aziji, ki tvori naravno mejo med Ruskim Daljnim vzhodom in severovzhodno Kitajsko (zgodovinsko Zunanja in Notranja Mandžurija). Pravi Amur je dolg 2824 km in ima porečje 1.855.000 km2. Če vključimo njen glavni pritok, Argun, je Amur dolg 4444 km, zaradi česar je deseta najdaljša reka na svetu.
Amur je pomembna reka za vodno favno severovzhodne Azije. Porečje reke je dom številnim velikim roparskim ribam, kot so kačjaglava (Channa argus), amurska ščuka (Esox reichertii), tajmen (Salmo hucho), amurski som (Silurus asotus), plenilski krap (Chanodichthys erythropterus) in Elopichthys, pa tudi več vrst postrvi. Največja vrsta rib v Amurju je kaluga (Huso dauricus), jeseter, ki je ena največjih sladkovodnih rib na svetu, saj doseže dolžino kar 5,6 m. Je tudi dom najsevernejših populacij amurske mehkooklepne želve (Pelodiscus maackii) in indijskega lotosa (Nelumbo nucifera).

## Ime
Rusko ime Amur morda izhaja iz tunguškega izraza za 'reko'. Tunguška ljudstva so etno-lingvistična skupina, ki jo sestavljajo govorci tunguških jezikov (ali mandžursko-tunguških jezikov). Doma so v Sibiriji in severovzhodni Aziji.
Etimologija imena Amur ni znana. Ena od teorij narekuje, da pride v ruščino prek besede Evenki amur ali Evenove besede amar, ki pomenita 'reka' v tunguških jezikih. Vendar pa ni jasno, ali si je ruščina ime Amur sposodila iz enega od tunguščin in ne obratno. Alternativna teorija nakazuje, da Amur izvira iz mongolskega jezika dagurščine, besede za 'veliko reko', mur.
Njegova starodavna kitajska imena so bila Jušui, Vanšui in Heišui, pri čemer je slednje ime, ki pomeni 'črna voda', osnova sodobnega kitajskega imena Heilongjiang ali 'reka črnega zmaja', medtem ko mandžursko ime Sahalijan Ula, mongolska imena Amar mörön (cirilica Амар мөрөн) izvirajo iz imena Amar, ki pomeni počitek in Khar mörön (cirilica Хар мөрөн) pomeni Črna reka.

## Potek
Reka izvira v hribih v zahodnem delu severovzhodne Kitajske ob sotočju svojih dveh glavnih pritokov, Šilka in Argun (ali Ergune), na nadmorski višini 2045 metrov. Teče proti vzhodu in tvori mejo med Kitajsko in Rusijo ter počasi naredi velik lok proti jugovzhodu v dolžini približno 400 kilometrov), prejema številne pritoke in teče mimo številnih majhnih mest. Pri Humi se ji pridruži velik pritok, Huma He. Nato še naprej teče proti jugu, dokler se med mestoma Blagoveščensk v Rusiji in Heihe na Kitajskem znatno ne razširi, ko se ji pridruži eden od njenih najpomembnejših pritokov Zeja.
Amur se loči proti vzhodu in spet zavije proti jugovzhodu ob sotočju z Burejo, nato pa ne prejme drug pomemben pritok skoraj 250 kilometrov pred sotočjem s svojim največjim pritokom, Songhua, pri Tongdžjangu. Ob sotočju z reko Songhua se obrne proti severovzhodu in zdaj teče proti Habarovsku, kjer se združi z Usurijem in ne opredeljuje več rusko-kitajske meje. Zdaj se reka dramatično razprostre v pleteni značaj, teče proti severu in severovzhodu skozi široko dolino v vzhodni Rusiji, mimo Amurska in Komsomolska na Amurju. Dolina se po približno 200 kilometrih zoži in reka ponovno teče proti severu na ravnice ob sotočju z Amgunom. Kmalu zatem Amur zavije ostro proti vzhodu in v estuarij pri Nikolajevsku na Amurju, približno 20 kilometrov dolvodno od katerega se izliva v Tatarski preliv.
V letih z obilnimi padavinami je rečni sistem Amur povezan z reko Kherlen. Običajno brezizhodno endorheično jezero Hulun, v katerega se izliva Kherlen, se bo razlilo na njegovi severni obali skozi vadi Mutnaja Protoka in voda se bo srečala z reko Argun (Ergune) po približno 30 kilometrih. Amursko porečje rečnega sistema Kherlen-Argun-Amur ima skupno dolžino 5052 km do izliva v Ohotsko morje.

## Pritoki
Največji pritoki Amurja so od izvira do izliva:
- Argun (desni)
- Šilka (left)
- Amazar (levi)
- Oldoj  (levi)
- Huma (desni)
- Zeja (levi)
- Bureja (levi)
- Songhua (desni)
- Bira (levi)
- Usuri (desni)
- Tunguska (levi)
- Anjuj (desni)
- Gur (desni)
- Gorin (levi)
- Amgun (levi)

Tukaj so tudi številna jezera v poplavnem območju Amurja. Nekateri največji so Bolon, Khumi in Udil.

## Zgodovina in kontekst
Številne zgodovinske reference razlikujejo dve geopolitični entiteti na območju Amurja: |Mandžurijo (Severovzhodna Kitajska) in Zunanjo Mandžurijo. Kitajska provinca Heilongdžjang na južnem bregu reke je dobila ime po reki, prav tako ruska pokrajina Amur na severnem bregu. Avtohtono ljudstvo Mandžu in njihov imperij Čing na Kitajskem, ki so to reko imeli za sveto, uporabljajo ime Sahalijan Ula (Črna reka).
Amur je pomemben simbol in geopolitični dejavnik v kitajsko-ruskih odnosih. Amur je postal še posebej pomemben v obdobju kitajsko-sovjetskega političnega razkola 1956–1966.
Dolga stoletja so prebivalci doline Amurja vključevali Tunguzi (Evenki, Soloni, Dučer, Jurčen, Nanai, Ulč), Mongoli (Daur), nekateri Ainuji in blizu njenega ustja Nivkhi. Za mnoge od teh skupin je bil ribolov v Amurju in njegovih pritokih glavni vir preživetja. Do 17. stoletja ta ljudstva niso bila poznana Evropejcem in malo znana Kitajcem Han, ki so jih včasih skupaj opisovali kot Divje Jurčene. Izraz v kitajskem jeziku Yúpí Dázi 魚皮韃子 ('Tatari iz ribje kože') se je začel uporabljati tudi za Nanajce in sorodne skupine zaradi njihovih tradicionalnih oblačil iz ribjih kož.
Mongoli, ki so regiji vladali kot dinastija Juan, so v 13. in 14. stoletju vzpostavili šibko vojaško prisotnost na spodnjem Amurju; ruševine templja iz obdobja Juan so bile izkopane blizu vasi Tir.
V času vladavine cesarjev Jongle in Šuande (začetek 15. stoletja) je dinastija Ming dosegla Amur v svoji prizadevanju, da bi vzpostavila nadzor nad deželami, ki so mejile na cesarstvo Ming na severovzhodu, ki bo kasneje postala znana kot Mandžurija. Odprave, ki jih je vodil evnuh Jišiha, so med letoma 1411 in zgodnjimi 1430-imi večkrat dosegle Tir, ponovno zgradile (dvakrat) tempelj Jongning in pridobile vsaj nominalno zvestobo plemen spodnjega Amurja vladi Ming. Nekateri viri poročajo tudi o kitajski prisotnosti v istem obdobju na srednjem Amurju - utrdba je obstajala v Aigunu približno 20 let v obdobju Jongle na levi (severozahodni) obali Amurja navzdol od ustja reke Zeja. Ta Aigun iz dinastije Ming je bil na nasprotnem bregu od poznejšega Aiguna, ki je bil pozneje premeščen med dinastijo Čing. V vsakem primeru je bila prisotnost Mingov na Amurju tako kratkotrajna kot šibka; kmalu po koncu obdobja Jongle so se meje dinastije Ming umaknile v južno Mandžurijo.
Kitajski kulturni in verski vpliv, kot so kitajsko novo leto, 'kitajski bog', kitajski motivi, kot so zmaj, spirale, zvitki in materialne dobrine, kot so poljedelstvo, živinoreja, ogrevanje, železni lonci za kuhanje, svila in bombaž, so se razširili med amurskimi domorodci, kot so Udegeji, Ulči in Nanajci.
Ruske kozaške odprave, ki sta jih vodila Vasilij Pojarkov in Jerofej Habarov, so raziskovale Amur in njegove pritoke v letih 1643–44 oziroma 1649–51. Kozaki so ustanovili utrdbo Albazin na zgornjem Amurju, na mestu nekdanje prestolnice Solonov.
Takrat so bili Mandžurci zaposleni z osvajanjem Kitajske; toda nekaj desetletij kasneje, v obdobju Kangši 1661–1722, so svojo pozornost usmerili na svoje severno-mandžursko dvorišče. Aigun je bil ponovno ustanovljen v bližini domnevnega najdišča Ming v letih 1683–1684 in vojaške ekspedicije so šle gorvodno, da bi pregnale Ruse, katerih ustanovitev v Albazinu je mandžurske vladarje prikrajšala za davek soboljevih kož, ki bi jih Solonci in Daurji tega območja sicer dobavljali. Albazin je padel med kratkim vojaškim pohodom leta 1685. Pogodba iz Nerchinska, sklenjena leta 1689, je zaznamovala konec sovražnosti: celotno dolino Amurja, od konvergence Šilke in Ergune navzdol, je pustila v kitajskih rokah.
Fedor Soimonov je bil leta 1757 poslan, da bi kartiral takrat malo raziskano območje Amurja. Kartiral je Šilko, ki je bila delno na kitajskem ozemlju, a so jo obrnili nazaj, ko je dosegel njeno sotočje z Argunom. Qing je na rusko prozelitizacijo pravoslavnega krščanstva domorodnih ljudstev ob Amurju gledal kot na grožnjo.
Regija Amur je naslednje stoletje in pol ostala relativna zaledje imperija Čing, pri čemer je bil Aigun praktično edino večje mesto na reki. Rusi so se na reki ponovno pojavili sredi 19. stoletja in prisilili Mandžurce, da so s pogodbo iz Aiguna (1858) predali vsa ozemlja severno od reke Ruskemu imperiju. Dežele vzhodno od Usurija in spodnjega Amurja je s Pekinško konvencijo (1860) pridobila tudi Rusija.

## Mostovi in predori
Prvi stalni most čez Amur, Habarovski most s skupno dolžino 2590 metrov, je bil dokončan leta 1916, kar je vlakom na Transsibirski železnici omogočilo prečkanje reke vse leto brez uporabe trajektov ali železniških tirov na vrhu rečnega ledu. Leta 1941 je bil dodan tudi železniški predor.
Kasneje sta bil zgrajen kombiniran cestno-železniški most čez Amur pri Komsomolsk na Amuru (1975; 1400 m) in cestno-železniški Habarovski most (1999; 3890 m).
Železniški most Tongdžjang-Nižneleninskoje je leta 2007 predlagal Valerij Solomonovič Gurevič, podpredsednik Judovske avtonomne oblasti v Rusiji. Železniški most čez Amur bo povezal Tongdžjang z Nižneleninskoje, vasjo v Judovski avtonomni pokrajini. Kitajski del mostu je bil dokončan julija 2016. Decembra 2016 so se začela dela na ruskem delu mostu. Dokončanje strukturne povezave med obema stranema mostu je bilo zaključeno marca 2019. Odprtje za železniški promet je bilo večkrat odloženo, pri čemer je bila ocena decembra 2019 "konec leta 2020" in nato 3. četrtletje 2021. Most je bil končno dokončan 17. avgusta 2021, prvi ruski komercialni vlak pa je na Kitajsko vstopil 16. novembra 2022.

## Divje živali
Menijo, da v Amurju živi vsaj 123 vrst rib iz 23 družin. Večina je iz poddružine Gobioninae Cypriniformes, ki jim po številu sledijo Salmonidae. Več vrst je endemičnih. Pseudaspius in Mesocottus sta monotipska rodova, ki ju najdemo samo v Amurju in nekaterih bližnjih obalnih rekah. Druge živali, ki naseljujejo to regijo, so amurski sokol (Falco amurensis), amurski leopard (Panthera pardus orientalis) in amurskiali sibirski tiger; med nekaterimi pomembnimi lokalnimi rastlinami so amurski plutovec (Phellodendron amurense), amurski javor (Acer tataricum subsp. ginnala) in amurski kovačnik (Lonicera maackii).
Najdemo lahko štiri vrste družine Acipenseridae: kaluga, amurski jeseter, sahalinski jeseter in kečiga. Kaluški in amurski jeseter sta endemita. Kečiga je bila prinesena iz Oba v 1950-ih. Ta regija je dom rib kaluga (Acipenseriformes).